# Place du Châtelet
Pour les articles homonymes, voir Châtelet et Place du Châtelet (Orléans).
La place du Châtelet est située à cheval sur le 1er et le 4e arrondissement de Paris, au bord de la Seine, à l'entrée du pont au Change.

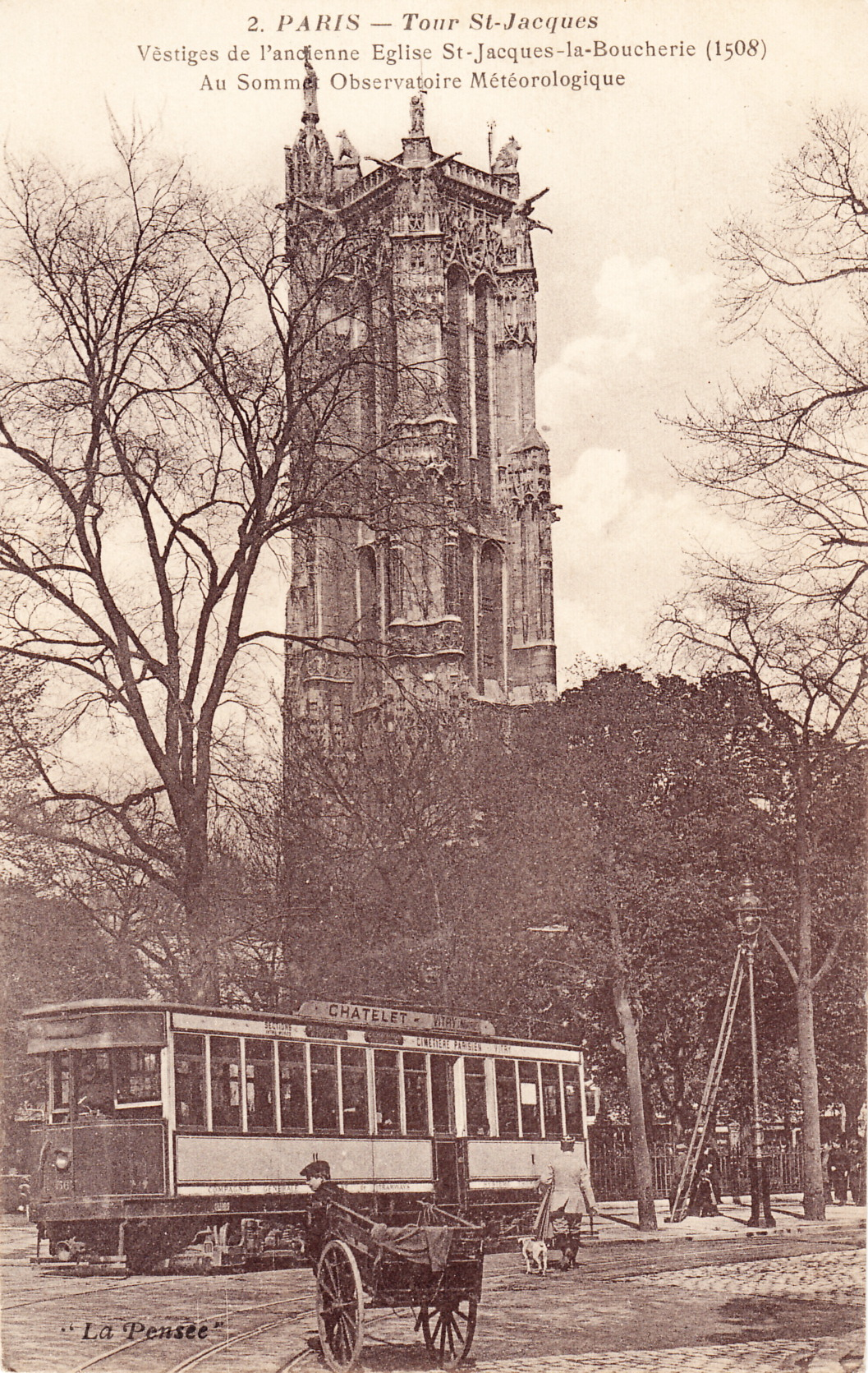
Le Châtelet est situé au cœur du réseau parisien de transport en commun depuis son origine.
On voit ici un tramway de la CGO (ligne Châtelet - Vitry au début du XXe siècle.

## Situation et accès
C'est un important nœud de communication routier par sa position centrale dans la capitale au croisement des axes nord-sud et est-ouest, ainsi qu'un carrefour de tous les transports en commun, et un lieu majeur de spectacles à Paris.
Elle se trouve au croisement de la rue de Rivoli,  de l'avenue Victoria et des quais de la Mégisserie et de Gesvres, dans l'axe est-ouest, et du boulevard de Sébastopol et du boulevard du Palais, par le pont au Change, dans l'axe nord-sud.
La place du Châtelet est dotée d'une station de métro, accessible depuis le centre et les côtés de la place : la station Châtelet, qui est desservie par les lignes 1, 4, 7, 11 et 14.
Elle est également reliée en souterrain à la gare RER Châtelet - Les Halles desservie par les lignes A, B et D.

## Origine du nom
Ainsi nommé parce qu'elle est formée :
1. en grande partie de l'emplacement du Grand Châtelet, qui fut démoli en 1802 ;
2. de la rue Saint-Leufroy, qui se nommait en 1313 « rue du Châtelet » ou « rue Devant-le-Châtelet » ;
3. d'un côté de la rue de la Joaillerie, ainsi que de la rue Trop-Va-Qui-Dure et qui menaient au grand-Châtelet.

La place du Châtelet
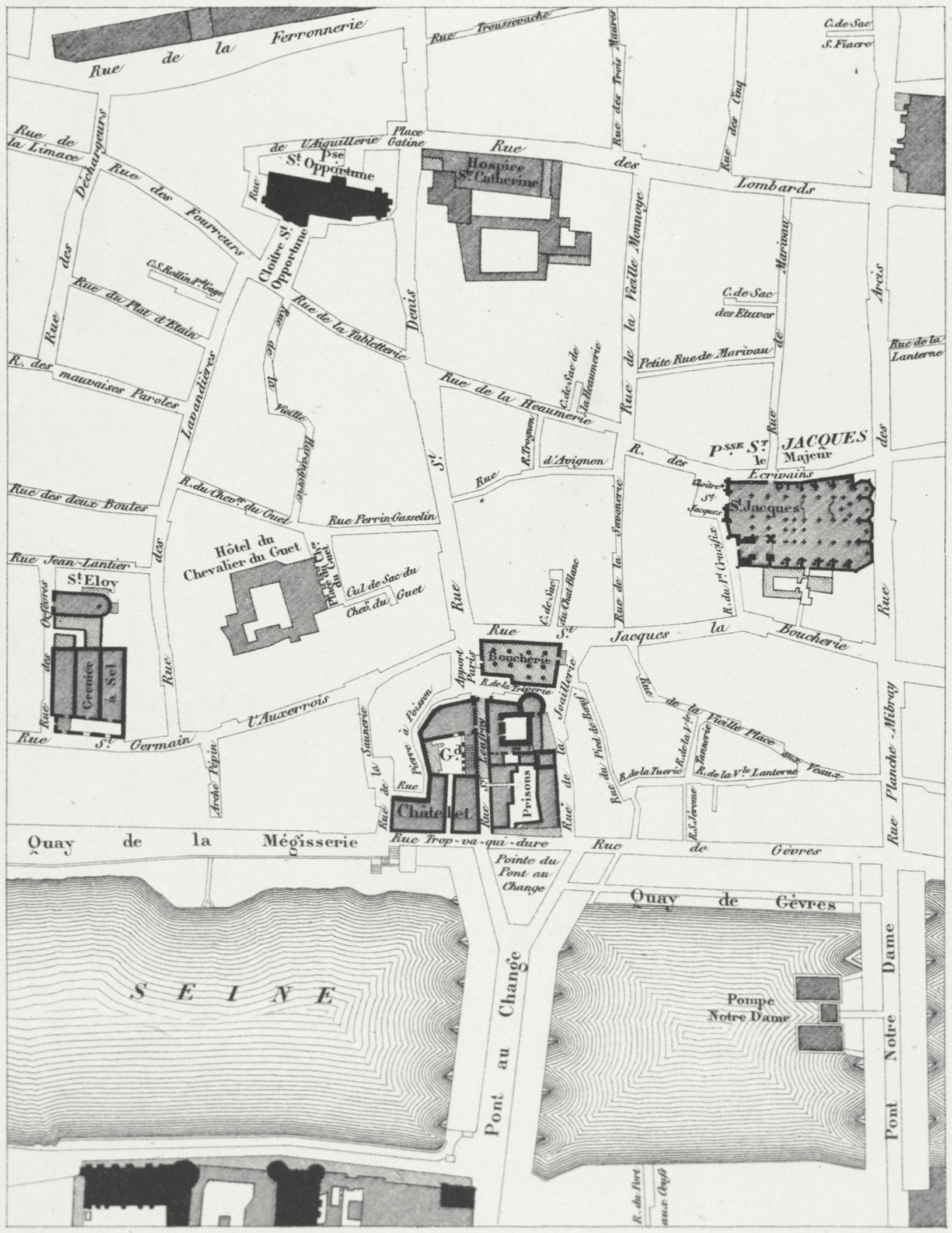
En 1750.
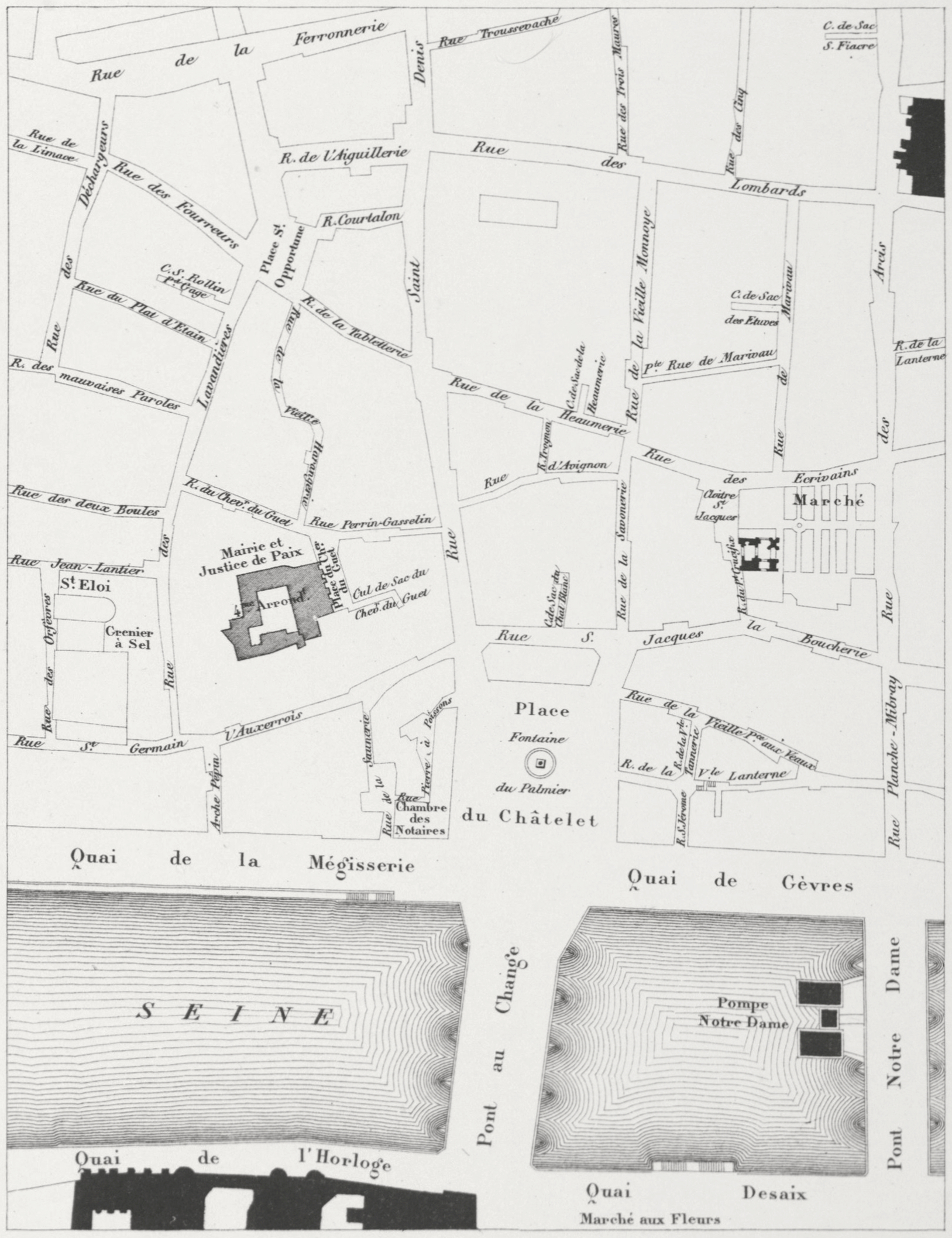
En 1836.

## Histoire
Elle a été construite à l'emplacement du Grand Châtelet, ancienne forteresse qui servit de prison et de tribunal sous l'Ancien Régime, et qui fut détruit en 1802 durant le règne de Napoléon Ier.
Sur la plan cadastral, dit de Vasserot, établi entre 1810 et 1836, la place correspond à la partie est du Châtelet et de ses geôles après leur destruction. La place s'étend alors jusqu'à :
- l'ancienne rue de la Joaillerie (qui délimite la partie est de la rue),
- l'ancienne rue Saint-Leufroy (qui délimite la partie ouest de la place),
- l'ancienne rue de la Triperie (qui délimite la partie nord de la place),
- l'ancienne rue Trop-Va-Qui-Dure (qui délimite la partie sud de la place)[1].

La rue est ensuite élargie à l'ouest par la démolition des vestiges du Châtelet (ce qui entraine la disparition de l'Apport-Paris) et à l'est (entraînant la disparition de la rue du Pied-de-Bœuf),.
Une fontaine commémorant les victoires de Napoléon, la fontaine du Palmier, fut placée en 1808 en son centre.
Un plan approuvé par le ministre de l'Intérieur Champagny, le 11 octobre 1806, fixe la largeur de la place du Châtelet à 62,5 mètres. Ces alignements furent modifiés par le ministre, le 21 juin 1817. On reconnut à cette époque que la fontaine du Palmier n'avait pas été construite exactement dans l'axe de la place, il résulta de cette rectification que la largeur de la place fut réduite à 61,4 mètres. Cette disposition, qui reçut immédiatement son exécution, a été confirmée par une ordonnance royale du 16 mai 1836. 
Durant les Trois Glorieuses, la voie fut le théâtre d'affrontement entre les insurgés et la troupe.
La place a été considérablement agrandie en 1854 dans le cadre des transformations de Paris sous le Second Empire. À l'ouest, elle absorbe notamment la rue Pierre-à-Poisson. La fontaine est alors déplacée de 12 mètres vers l'ouest. À l'est, le théâtre de la Ville est construit à l'emplacement de la rue de la Tuerie et de la rue de la Vieille-Lanterne, où le poète Gérard de Nerval est retrouvé pendu à une grille de la rue. 

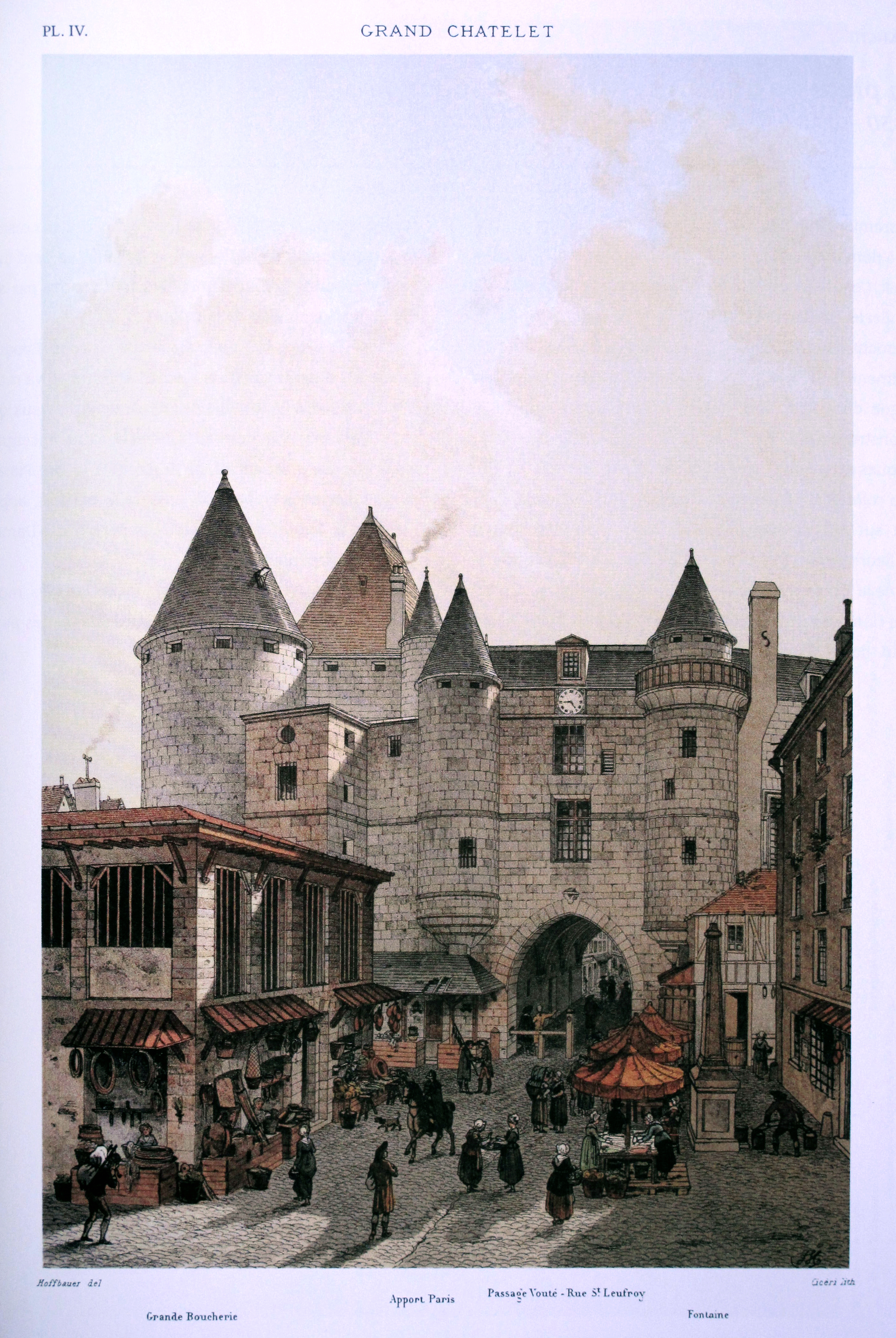
Vue du Grand Châtelet depuis la rue Saint-Denis.
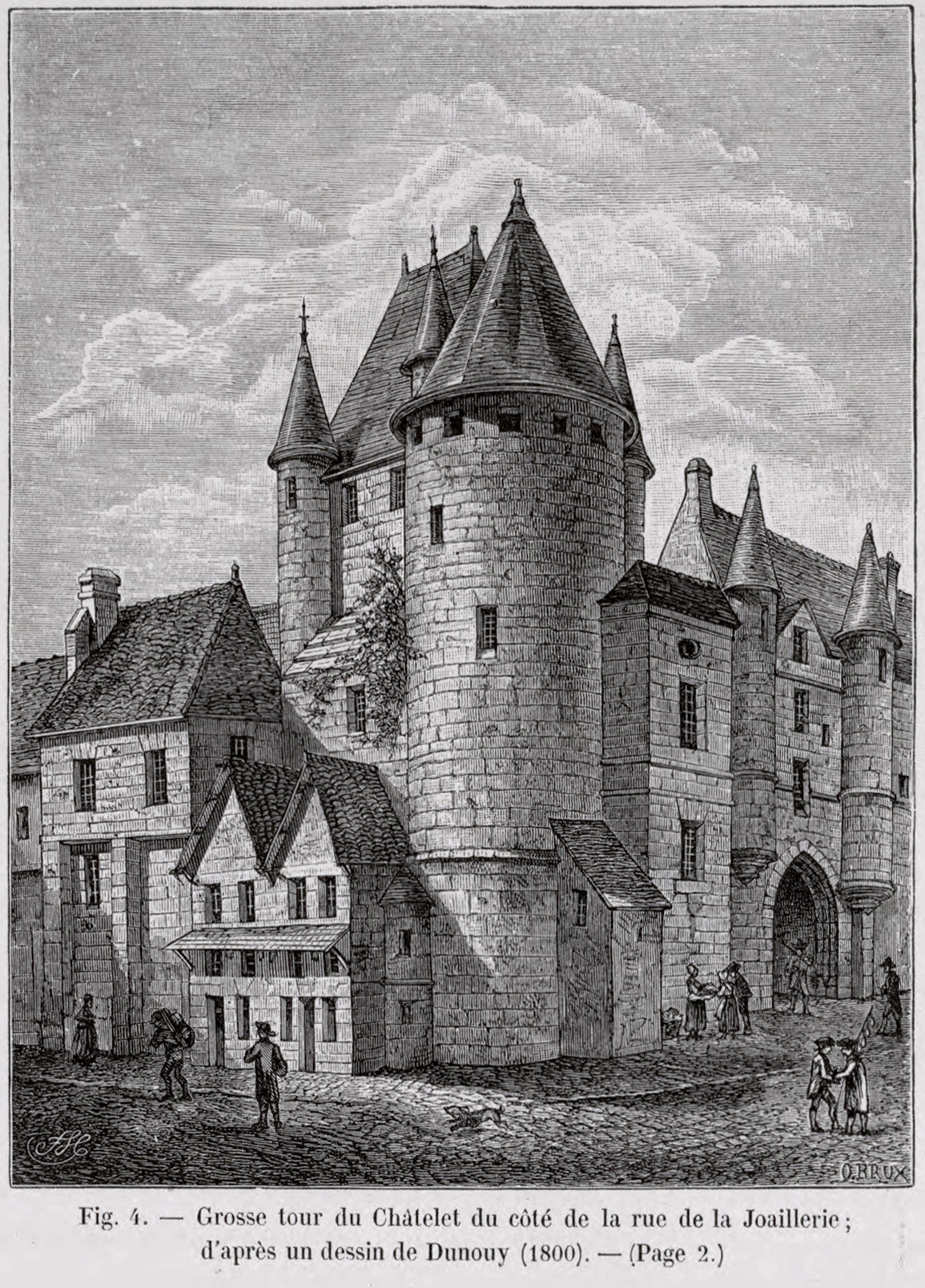
Grosse tour du Châtelet du côté de la rue de la Joaillerie.
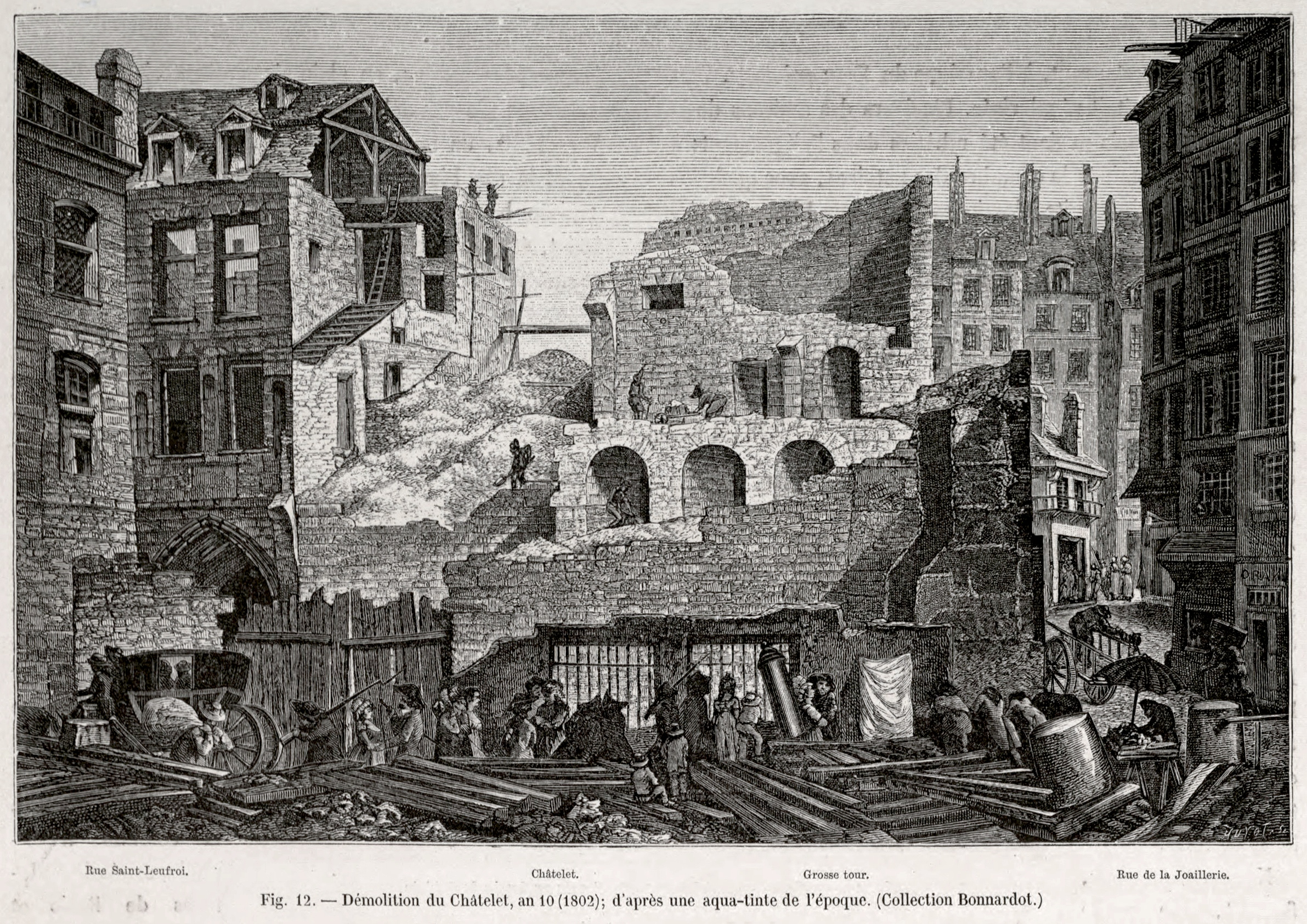
Démolition du Châtelet, an X (1802).
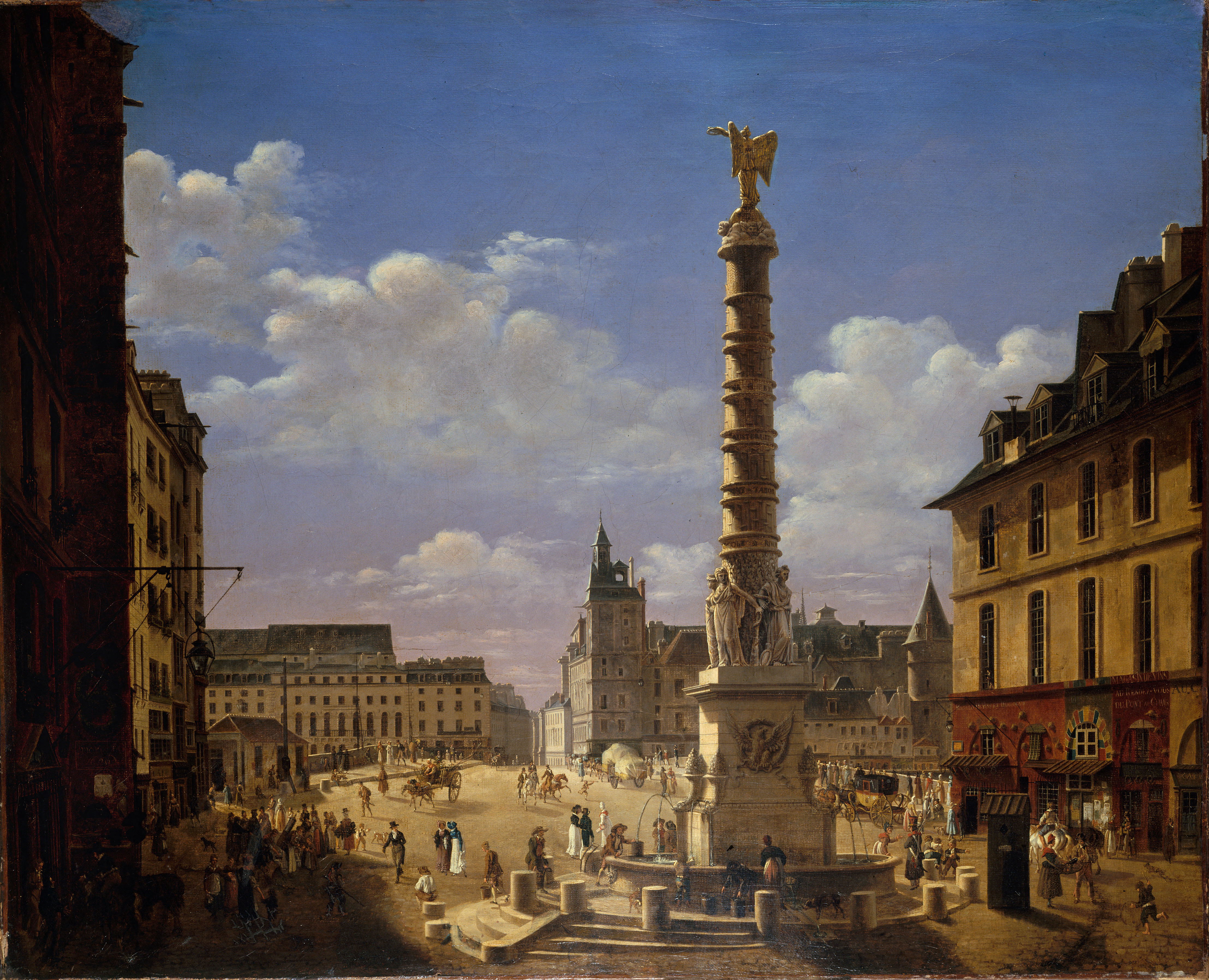
La place du Châtelet en 1810 (peinture d'Étienne Bouhot, musée Carnavalet).
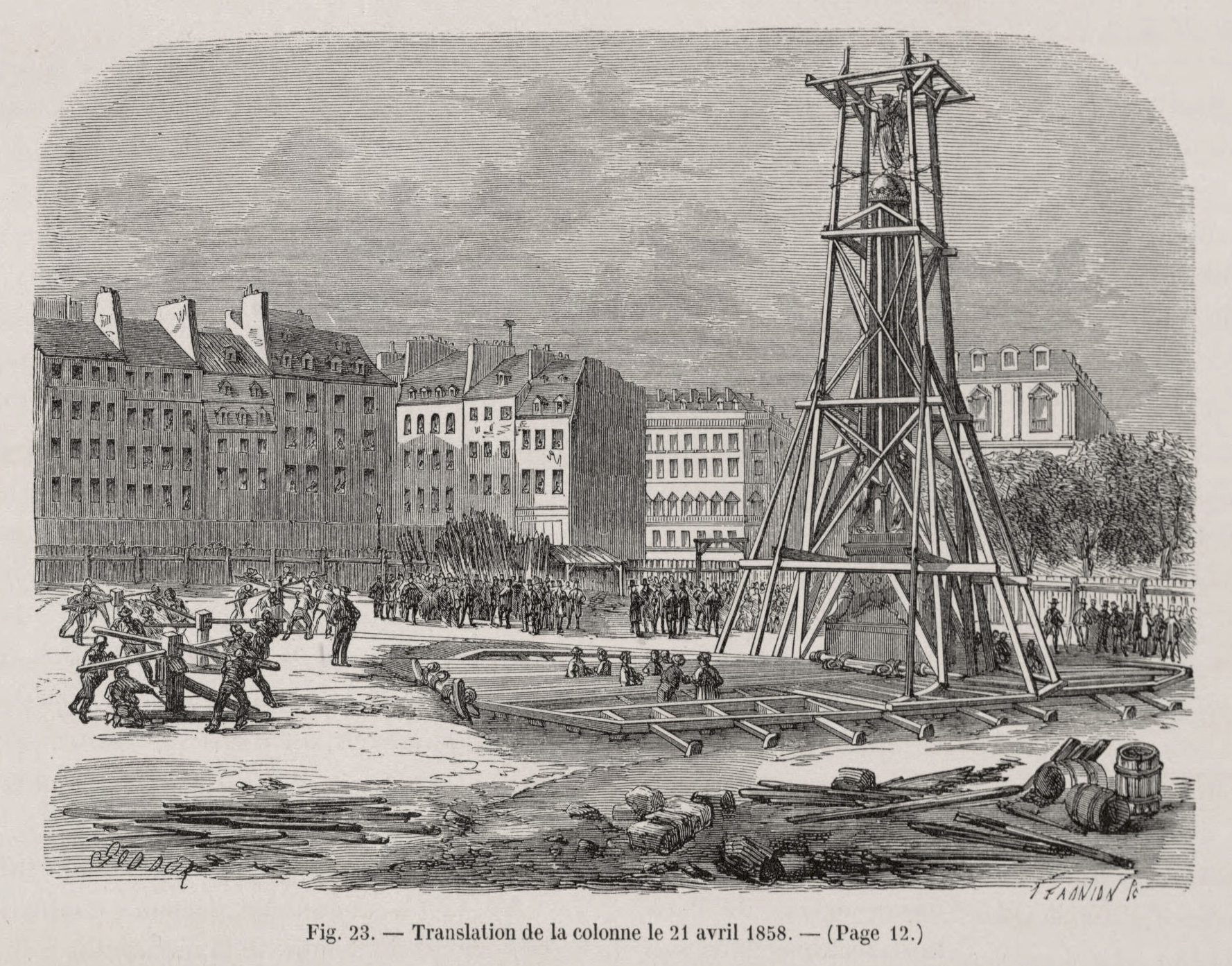
Translation de la colonne le 21 avril 1858.
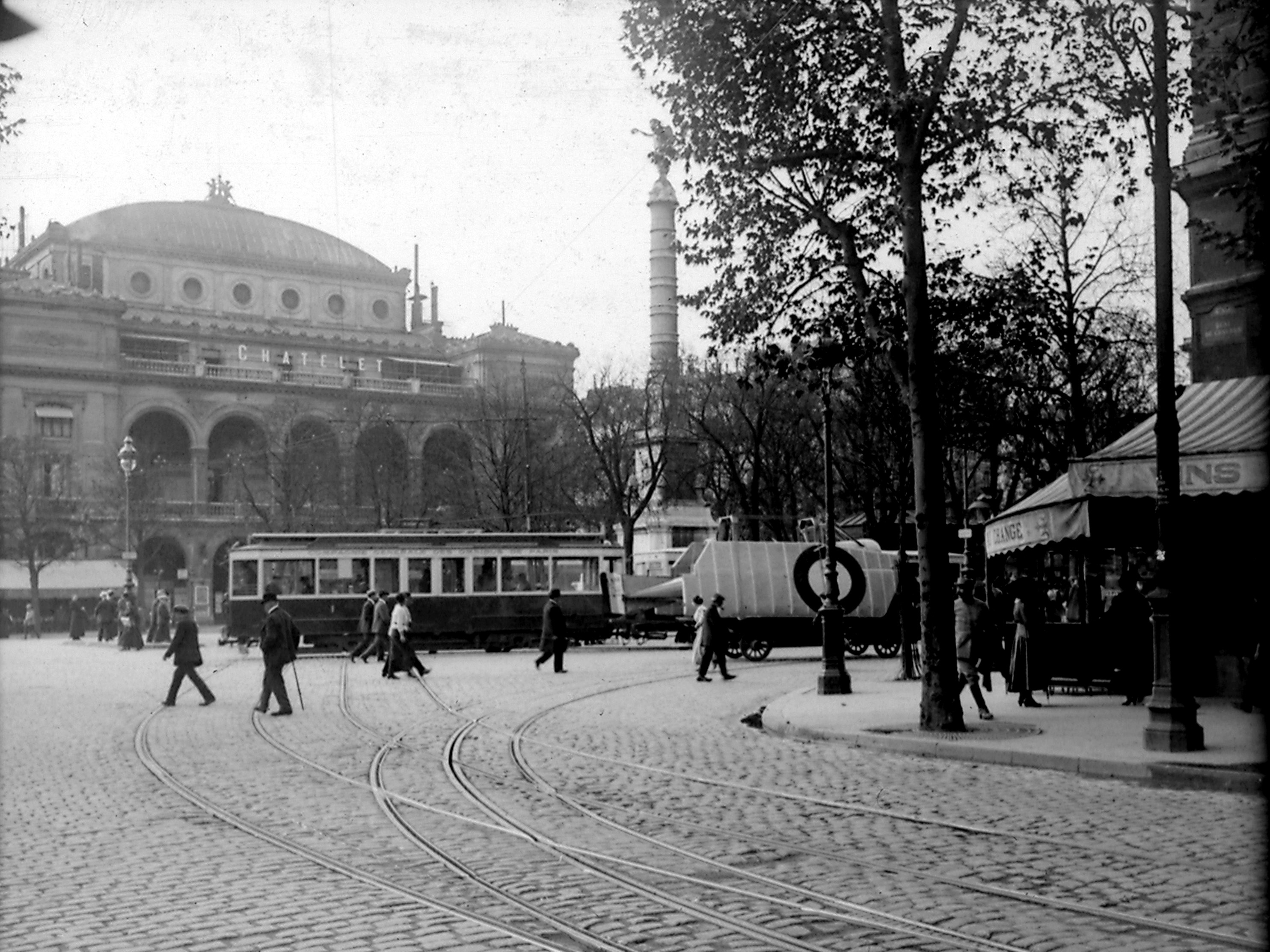
La place du Châtelet pendant la Première Guerre mondiale.

## Bâtiments remarquables et lieux de mémoire

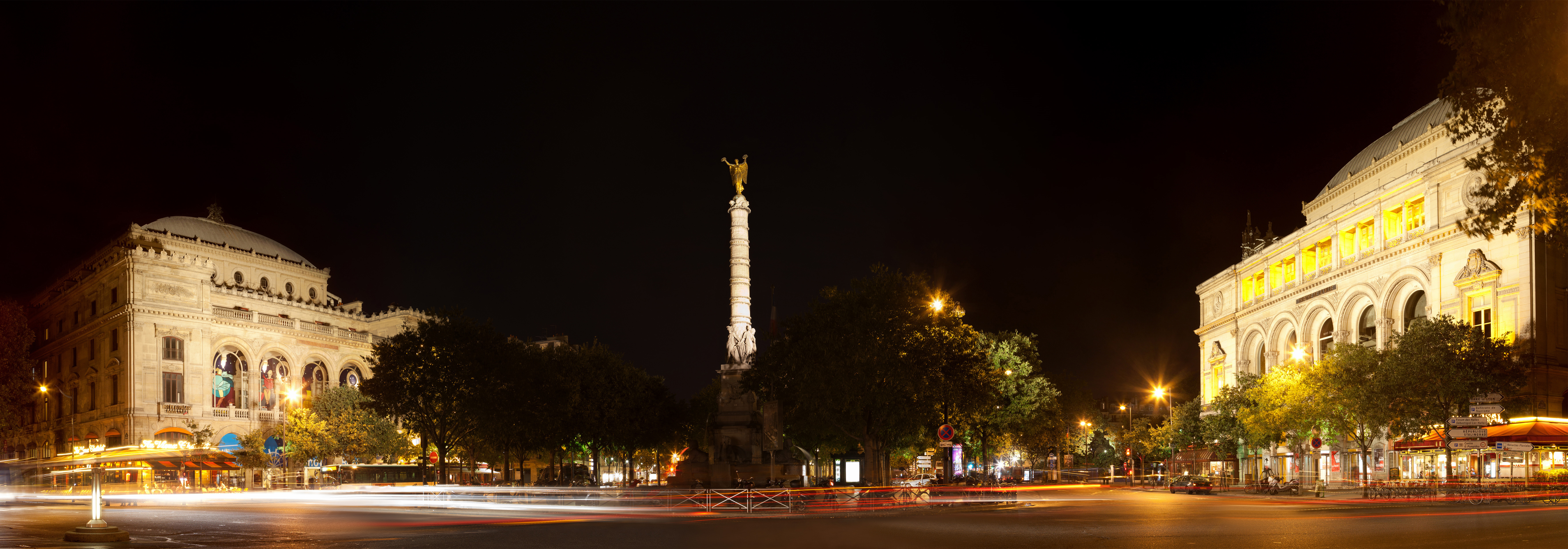
La place du Châtelet, avec, de gauche à droite : le théâtre du Châtelet, la fontaine du Palmier et le théâtre de la Ville.

Le centre de la place est réservé aux piétons. Il s'y dresse la fontaine du Palmier, une colonne érigée en 1808 à la gloire des victoires napoléoniennes. Un socle comportant une fontaine a été ajouté en 1858, surélevant la colonne. La fontaine, ornée de sphinx et de statues, a été conçue par Gabriel Davioud et rétablie par Jules Blanchard.
De part et d'autre de la place, le long des quais, se dressent deux théâtres construits par Gabriel Davioud à la demande du baron Haussmann : le théâtre du Châtelet et le théâtre de la Ville. Quatre brasseries sont présentes aux quatre coins de la place, dont Le Zimmer à l'angle nord-ouest.

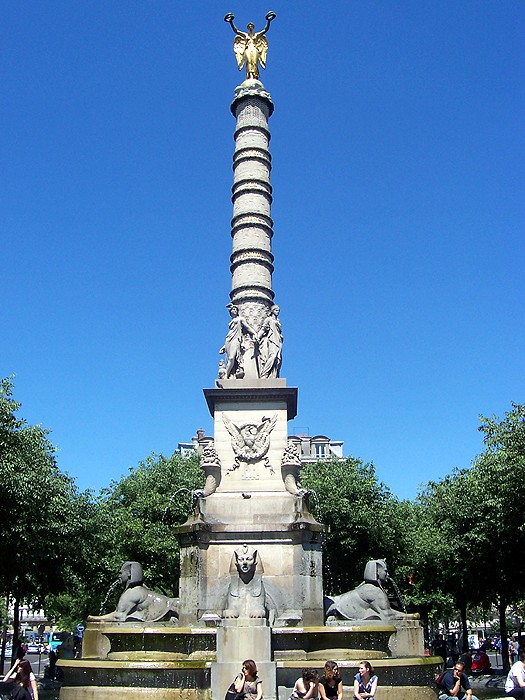
Fontaine du Palmier.
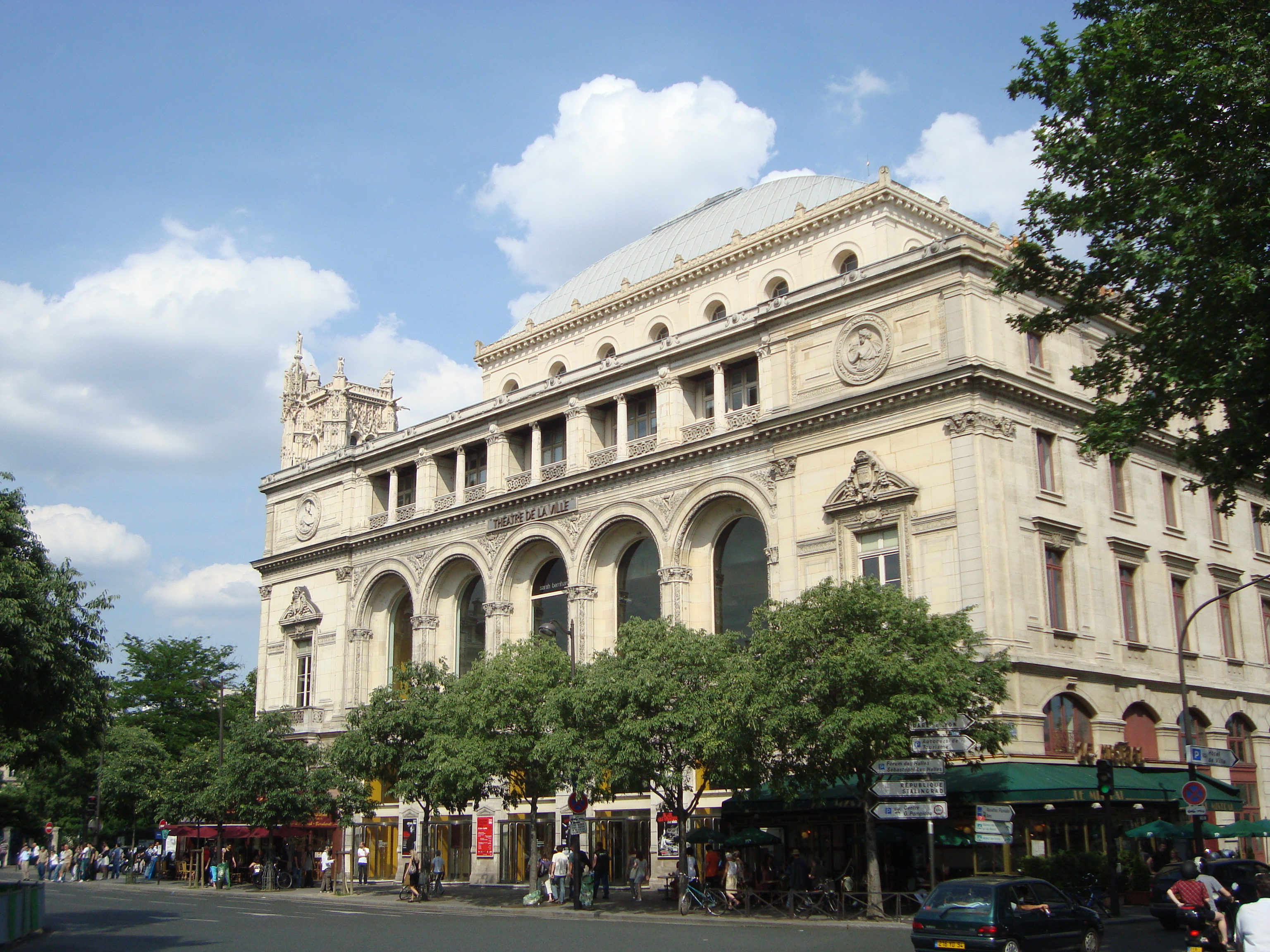
Théâtre de la Ville.
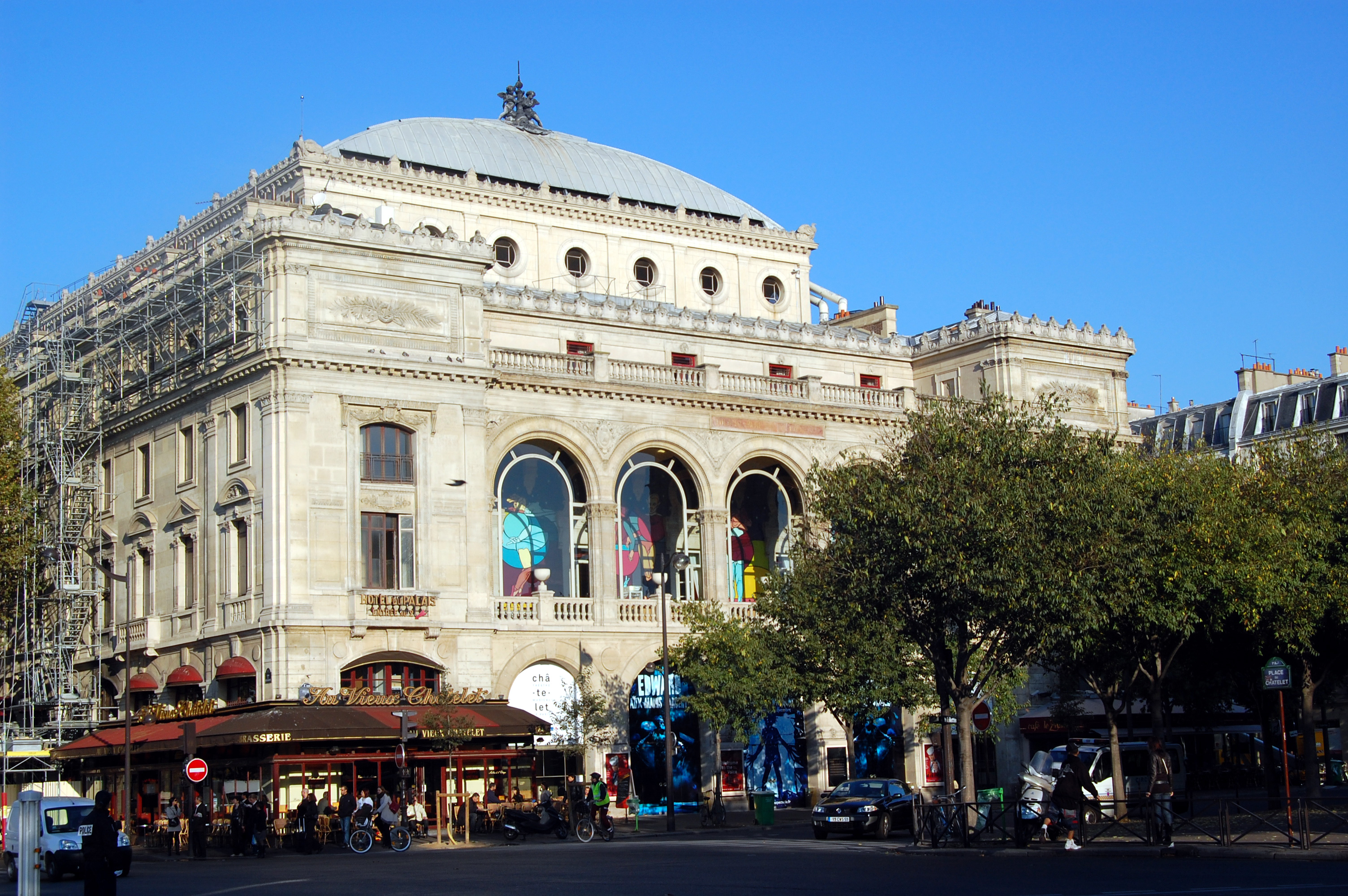
Théâtre du Châtelet.

### Dans la culture populaire
- Dans le film Paris nous appartient (sorti en 1961) de Jacques Rivette, une scène est tournée sur la place du Châtelet et le toit du théâtre de la Ville.